# Podrinje
Podrinje es una localidad de Croacia en el ejido del municipio de Markušica, condado de Vukovar-Sirmia.

## Geografía
Se encuentra a una altitud de 86 m s. n. m. a 272 km de la capital nacional, Zagreb.

## Demografía
En el censo 2011 el total de población de la localidad fue de 224 habitantes.
| Gráfica de población de Podrinje 1857-2011                          |
|                                                                     |
| Según los censos de población de la oficina estadística de Croacia. |